# Einstein Observatory

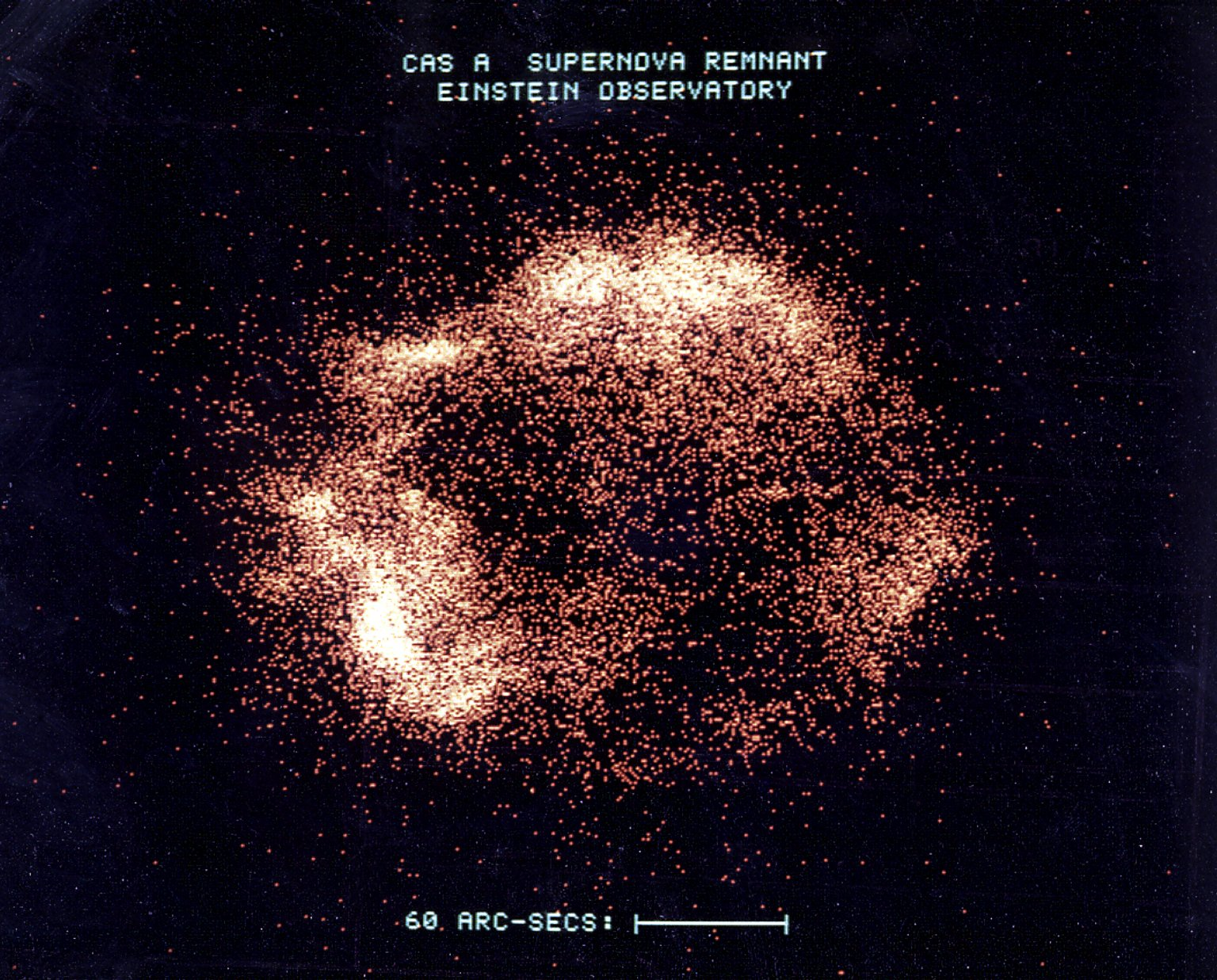
HEAO-2 afbeelding van de supernovarest Cassiopeia A

Einstein Observatory (HEAO-2) was de eerste röntgentelescoop in de ruimte die in staat was afbeeldingen te maken en was de tweede van drie High Energy Astrophysical Observatories van NASA. Voor de lancering was de naam van het project HEAO B, die daarna veranderd werd ter ere van Albert Einstein. Het project stond onder leiding van Riccardo Giacconi.

## Lancering
Einstein Observatory werd gelanceerd op 13 november 1978 vanaf Cape Canaveral (Florida) met een Atlas-Centaur SLV-3D raket in een bijna cirkelvormige baan met een aanvangshoogte iets boven 500 km. De inclinatie van de baan was 23,5 graden. De satelliet verbrandde in de dampkring op 25 maart 1982.

## Instrumenten
Einstein Observatory had een grote Wolter telescoop (een telescoop met scherende inval) die röntgenstraling focusseerde met een gevoeligheid die honderden maal groter was dan daarvoor mogelijk was. De telescoop had een oplossend vermogen van enkele boogseconden kon afbeeldingen maken van een gebied aan de hemel met een grootte van enkele tientallen boogminuten. De vier instrumenten aan boord waren gevoelig tussen 0.2 en 4.5 keV.
- HRI, of High Resolution Imaging camera, 0.15-3 keV
- IPC, of Imaging Proportional Counter, 0.4 to 4 keV
- SSS, of Solid State Spectrometer, 0.5 to 4.5 keV
- FPCS, of Bragg Focal Plane Crystal Spectrometer

Er was verder een coaxiaal instrument, 'MPC', de Monitor Proportional Counter, die functioneerde in het gebied tussen 1 en 20 keV, en twee filters die gebruikt konden worden in combinatie met de afbeeldende detectoren:
- BBFS, Broad Band Filter Spectrometer (aluminium en beryllium filters die in gebruikt konden worden om de spectrale gevoeligheid te veranderen)
- OGS, Objective grating spectrometer (transmissie tralies met een spectrale resolutie van ongeveer 50)

## Resultaten
HEAO-2 heeft 5600 waarnemingen gedaan. De belangrijkste resultaten waren:
- De eerste studie van de structuur van supernovaresten
- Ontdekking van sterke emissie van de corona van gewone sterren
- Identificatie van compacte bronnen in de Andromedanevel en in de Magelhaense wolken
- Detectie van hete gasvormige corona's rond vroeg type (elliptische) sterrenstelsels
- Detectie van koelend gas in het centrum van clusters van sterrenstelsels
- Ontdekking van jets in röntgenstraling die samenvallen met radiojets
- Waarnemingen van lege gebieden aan de hemel lieten zien dat 25% van de achtergrondstraling afkomstig is van actieve sterrenstelsels